# Adirondack Flames
Adirondack Flames var ett professionellt ishockeylag som spelade i American Hockey League (AHL). Laget var baserat i Glens Falls, New York och spelade sina hemmamatcher i Glens Falls Civic Center. Adirondack Flames var högsta samarbetspartner till Calgary Flames i National Hockey League (NHL) och gjorde debutsäsong 2014/2015 efter en flytt från Abbotsford där laget var känt som Abbotsford Heat. Laget meddelade även att Brian Petrovek, före detta vd för Portland Pirates kommer att fungera som lagets president. 
Till säsongen 2015-16 flyttade Adirondack Flames till Stockton, Kalifornien och blev Stockton Heat.

## Historia
Efter att ha spelat fem säsonger i Abbotsford som Abbotsford Heat sade staden Abbotsford upp avtalet med Heat den 15 april 2014 och den 5 maj 2014 meddelade AHL:s styrelse sitt godkännande att flytta laget till Glens Falls inför säsongen 2014/2015. Avtalet mellan staden Glens Falls och Calgary Flames löper under tre säsonger med en option att förlänga med ytterligare två säsonger.
Flytten av Calgarys AHL-lag ser till att AHL-hockeyn kommer att fortsätta utan avbrott i Glens Falls, trots flytten av stadens tidigare AHL-laget Adirondack Phantoms, som flyttade till Allentown, Pennsylvania och blev att bli Lehigh Valley Phantoms. 
Lagets logotyp är en hyllning till det forna NHL-laget Atlanta Flames, som flyttade till Calgary, Alberta 1980 för att sedan bli det nuvarande Calgary Flames.
Den 29 januari 2015 bekräftades det av AHL via en presskonferens att Adirondack Flames skulle flytta från Glens Falls till Stockton, Kalifornien och bli Stockton Heat. I sin tur förvärvade Calgary Flames Stockton Thunder i ECHL och flyttade det laget till Glens Falls under namnet Adirondack Thunder för säsongen 2015-16.